# マスターベータソン
マスターベータソン（英: Masturbate-a-thon）は、マスターベーションの継続時間、回数、飛距離などを競い、寄付を募るチャリティーイベント。
イベント名は「マスターベーションのマラソン」の意味で、「オナニーのオリンピック」とも称される。マスターベーションについて、知識を高めて付随する根強い羞恥心や禁忌心を正すことを目的とする。過去6年間に、女性のための健康事業、エイズ撲滅運動、教育団体や治療団体へ援助など、2万5,000ドルの寄付を集め、アメリカ合衆国で、セーファーセックスの実践や新たなオナニー手法の模索などへ関心を高めたが、猛烈な反発も受ける。

## 歴史
1997年5月にカルフォルニア州サンフランシスコに本店を持つアダルトショップ「グッド・バイブレーション」は、毎年5月を「オナニー月間」と定めて基金を設立した。2000年にこのアイデアに感化されたキャロル・クイーン博士とロバート・ローレンス博士が、マスターベータソンのイベントを始めた。毎年アメリカ合衆国で行われる大会は、より安全なセックス戦略としてのマスターベーションの実践を普及させる啓蒙や、マスターベーションに対する負のイメージを払拭する働きかけを行い、専門的な水準の性教育を行うNPO団体「性と文化センター」が運営する。
2006年5月に、ヨーロッパで初のマスターベータソンがイギリスの首都ロンドンで開催され、基金を募るために数百人の男女がオナニーし、寄付金はテレス・ヒギンズ基金や育児に関する健康を扱うマリー・ストープス・インターナショナルへ贈呈した。「ワンカソン」の名で知られるこのイベントを収めたドキュメンタリー映画を、ロンドンのジグザグ・プロダクションが撮影した。

## 世界記録
2008年までの世界記録は、継続時間は男性が8時間半で女性が6時間半、回数は女性の49回である。
耐久時間男性部門で2009年に、TENGA販売元である株式会社典雅で商品開発担当取締役の佐藤雅信が、9時間58分で前回の自己優勝記録9時間33分を更新して2連覇し、2008年にデンマークで開催されたマスターベータソンの絶頂回数男性部門で、日本人のエリザベス宮地が7時間で28回射精して優勝する。

### 世界記録まとめ
- 耐久時間男性部門は、2009年に佐藤雅信が9時間58分。
- 耐久時間女性部門は、2008年にMs. Kitty Katが7時間6分。
- 絶頂回数男性部門は、2008年にMichael Haripremが9時間31回（サンフランシスコ）。同年にエリザベス宮地が7時間28回（デンマーク）。
- 絶頂回数女性部門は、2008年にLady Monsterが20回。
- 精液飛達距離部門は、2009年にMr. Flint Greasewoodが5フィート4インチ (162.56cm)。
- 世界最遠方参加部門は、2009年大会でタネイチ モリヒロ（東京）。
- 国内最遠方参加部門（アメリカ）は、2009年大会で男性Ted（ニュージャージー州ハケッツタウン）。